# Historia życia Toma Jonesa, czyli dzieje podrzutka

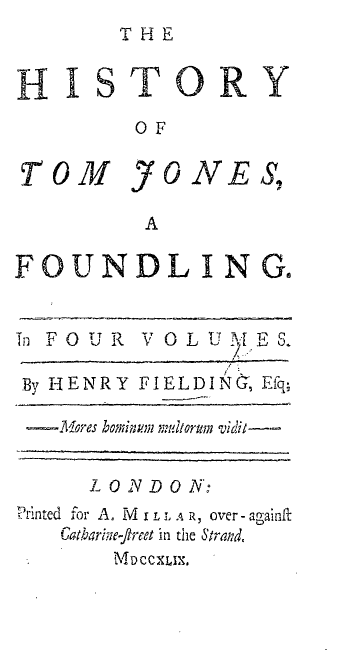
Historia życia Toma Jonesa, czyli dzieje podrzutka

Historia życia Toma Jonesa, czyli dzieje podrzutka (ang. The History of Tom Jones, a Foundling) – oświeceniowa powieść Henry’ego Fieldinga z 1749 roku należąca do nurtu przygodowo-obyczajowego.

## Fabuła
Powieść przedstawia losy młodzieńca czystego serca, lecz o zszarganej reputacji. Autor w pełen humoru sposób ujawnia mechanizmy ludzkiego postępowania.
Tom Jones zostaje znaleziony jako podrzutek na ganku Mr. Allworthy’ego, dziedzica wiejskiego o wykwintnych manierach, wielkim sercu i umyśle. W przeciwieństwie do służby, która uważała, że dziecko zostawiła kobieta lekkich obyczajów, Mr. Allworthy postanowił się nim zaopiekować. Dorósłszy Tom kocha dżentelmena jak rodzonego ojca, lecz jego reputację w oczach dziedzica notorycznie psuje zazdrosny o inteligencję i dobrą opinię syn siostry Allworthy’ego, zepsuty młodzieniec, który przed pastorem udaje dewota, a przed nauczycielem języka francuskiego – filozofa.
Tom kocha się w córce porywczego sąsiada Mr. Allworthy’ego – Mr. Westerna, który, zorientowawszy się w zamiarach młodzieńca, przestaje go u siebie przyjmować. Zrozpaczeni młodzi wyjeżdżają niezależnie od siebie do Londynu, gdzie, usłyszawszy o sobie, poszukują się wzajemnie.
W Londynie do córki Mr. Westerna zaleca się lord Fellamar, a Mr. Western przybywa ze swymi łowczymi i służbą, by odnaleźć i ukarać Toma. Ostatecznie okazuje się, że to właśnie Tom jest prawowitym dziedzicem majątku Allworthy’ego, co zmienia nastawienie Mr. Westerna, który zezwala w końcu na ślub zakochanych.

## Adaptacja filmowa
W 1963 r. powieść została sfilmowana pt. Przygody Toma Jonesa przez Tony’ego Richardsona.